# 4425 Більк
4425 Більк (4425 Bilk) — астероїд головного поясу, відкритий 30 жовтня 1967 року чехословацьким астрономом Любошем Когоутеком. Названий на честь району Дюссельдорфа Більк, у якому була розташована Дюссельдорфська обсерваторія.
Тіссеранів параметр щодо Юпітера — 3,532.